# Leif Schrader

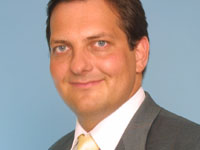
Leif Schrader

Leif Schrader (* 26. Januar 1969 in Hamburg) ist ein deutscher Politiker der FDP und ehemaliges Mitglied der Hamburgischen Bürgerschaft.

## Leben und Beruf
Schrader wurde in Hamburg als Angehöriger der katholischen „Minderheit“ geboren. Er legte sein Abitur 1988 auf der altsprachlichen Gelehrtenschule des Johanneums, dem ältesten Gymnasium der Stadt, ab. Nach seinem Wehrdienst beim Heeresmusikkorps in Lüneburg studierte er in Hamburg Rechtswissenschaften und an der Fernuniversität Hagen Geschichtswissenschaft. Seit 1998 ist er Rechtsanwalt in Hamburg. Im September 2005 wurde Schrader zum Vize-Präsidenten des American Football Vereines Hamburg Blue Devils gewählt, dessen Präsident er anschließend von Anfang 2008 bis März 2009 war.

## Partei
Schrader trat bereits als 17-Jähriger, beeinflusst von Ingo von Münch, der FDP bei. 1991 bis 1994 war er Landesvorsitzender der Jungen Liberalen in der Hansestadt und gehörte in dieser Zeit auch erstmals dem FDP-Landesvorstand an. 1999 bis 2001 war Schrader stellvertretender Landesvorsitzender der FDP, trat aber nach seinem Einzug in die Hamburgische Bürgerschaft nicht wieder an. Kurz vor der Wahlniederlage der FDP Ende Februar 2004 wurde Schrader zum neuen Landesvorsitzenden (als Nachfolger von Reinhard Soltau, der das Amt des Hamburger Bildungssenator übernahm) gewählt. Nach dem Rücktritt des Landesvorstandes aufgrund des Wahlergebnisses (2,8 Prozent) stellte sich Schrader erneut als Landesvorsitzender zur Verfügung und wurde vom Landesparteitag wieder gewählt. Am 6. Mai 2005 wurde er in den Bundesvorstand der FDP gewählt. Im Juni 2005 wurde Schrader zum Direktkandidaten der FDP im Wahlkreis Hamburg-Mitte für die Bundestagswahl 2005 gewählt. Am 2. Mai 2006 trat Schrader nach heftigen Auseinandersetzungen mit den Delegierten in Bezug auf die Arbeit des Vorstandes auf dem 75. ordentlichen Landesparteitag der Hamburger FDP geschlossen mit dem gesamten Landesvorstand zurück.
Am 19. Juni 2008 wurde Leif Schrader mit klarer Mehrheit zum neuen Kreisvorsitzenden von Barmbek-Uhlenhorst gewählt. Seit dem 15. April 2011 ist er Präsident des Landesparteitages der Hamburger FDP.

## Abgeordneter
Schrader gehörte der Hamburgischen Bürgerschaft von 2001 bis 2004 an.

## Veröffentlichungen
- 60 Jahre politischer Liberalismus in Hamburg, Festschrift zum 60-jährigen Bestehen der FDP Hamburg, Hamburg 2005 . (PDF)